# Diastema gymnoleuca
Diastema gymnoleuca là một loài thực vật có hoa trong họ Tai voi. Loài này được Gilli mô tả khoa học đầu tiên năm 1983.